# Tuanjie (socken i Kina, Inre Mongoliet, lat 44,08, long 122,96)
Tuanjie (kinesiska: 团结, 团结乡) är en socken i Kina. Den ligger i den autonoma regionen Inre Mongoliet, i den norra delen av landet, omkring 1 000 kilometer öster om regionhuvudstaden Hohhot.
Genomsnittlig årsnederbörd är 634 millimeter. Den regnigaste månaden är juli, med i genomsnitt 149 mm nederbörd, och den torraste är januari, med 5 mm nederbörd.